# Smolnyjklostret

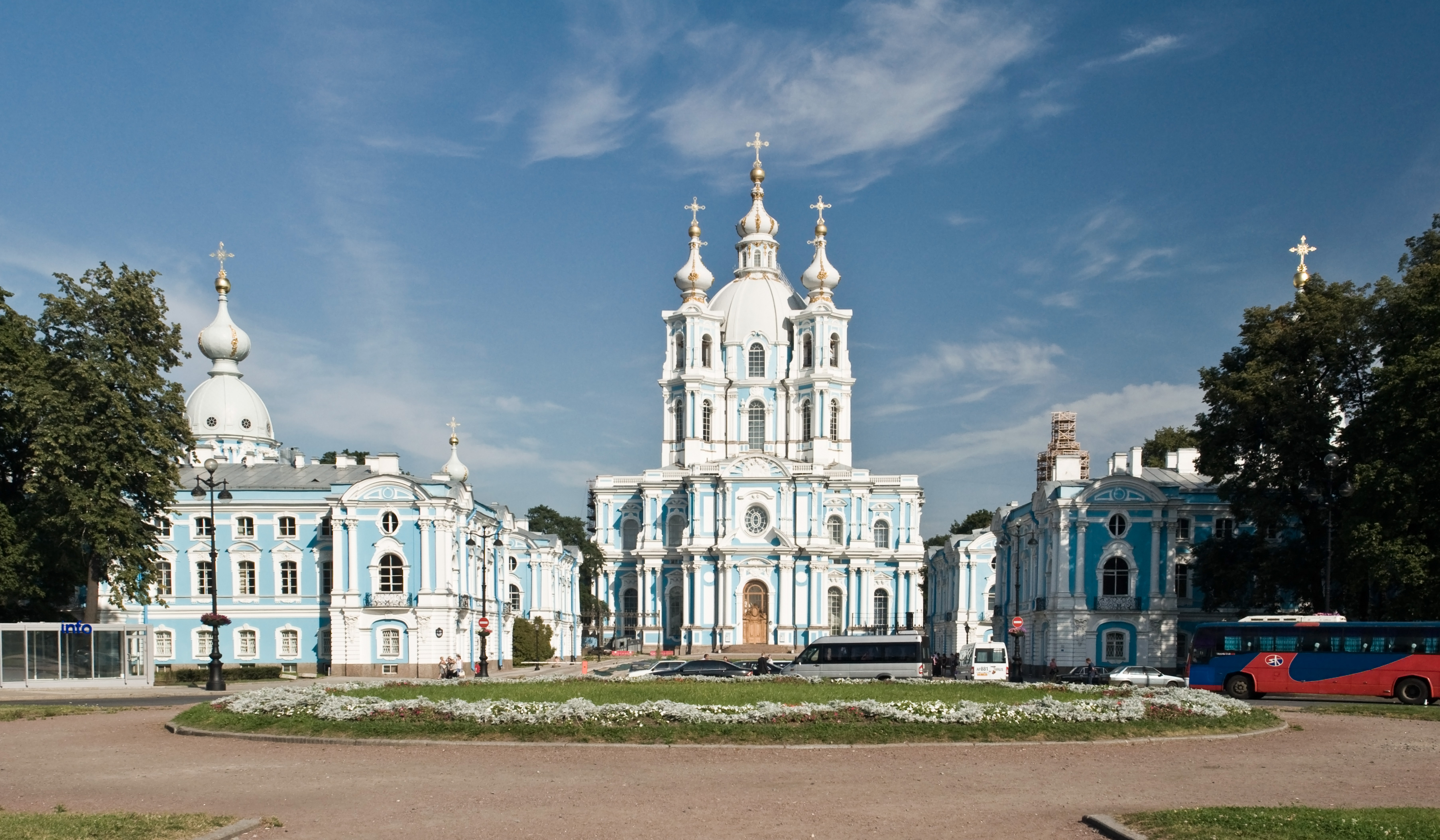
Smolnyjklostret i Sankt Petersburg

Smolnyklostret ligger i Sankt Petersburg invid floden Neva. Klostret ritades av arkitekten Bartolommeo Rastrelli 1748 på uppdrag av tsarinnan Elisabet. Men först 1835 kunde arbetet slutföras, på grund av ovilja från tsarerna att skjuta till pengar till byggandet. 